# Camissonia breviflora
Camissonia breviflora là một loài thực vật có hoa trong họ Anh thảo chiều. Loài này được (Torr. & A.Gray) P.H.Raven mô tả khoa học đầu tiên năm 1964.